# Lodewijk Prins
Lodewijk Prins (Amsterdam, 27 gennaio 1913 – Amsterdam, 11 novembre 1999) è stato uno scacchista olandese.

## Carriera scacchistica
Ricevette il titolo di Maestro Internazionale nel 1950 (anno di istituzione del titolo), di Arbitro Internazionale nel 1960, e di Grande maestro Honoris Causa nel 1982.
Partecipò a tutte le 12 Olimpiadi dal 1937 al 1968. Vinse due medaglie d'argento (a Buenos Aires 1939 e Ragusa1950) e una di bronzo ( a Lugano 1968).
Vinse il Campionato olandese nel 1965.
Tra i risultati di torneo:
- 1937 : =1º a Birmingham con Erich Eliskases
- 1940 : =1º-3º con Salo Landau e Nicolaas Cortlever a Leeuwarden; 2º dietro Max Euwe ad Amsterdam;
- 1948 : 1º al torneo Hoogovens Berverwijk
- 1951 : 1º a Madrid

Organizzò le olimpiadi di Amsterdam 1954 e il torneo dei candidati di Amsterdam 1956. Era un cultore della problemistica e fu nominato nel 1956 Giudice per la composizione.
Scrisse diversi libri di scacchi in collaborazione con Max Euwe, tra cui i libri dei tornei di Hastings del 1944/45 e 1945/46 e Het schaakphenomeen José Raoul Capablanca (il fenomeno degli scacchi José Raúl Capablanca), ed. Van Goor, Amsterdam 1949.